# Bigarello
Bigarello és un municipi situat al territori de la província de Màntua, a la regió de la Llombardia, (Itàlia).
Bigarello limita amb els municipis de Castel d'Ario, Castelbelforte, Roncoferraro, San Giorgio di Mantova i Sorgà.
Pertanyen al municipi les frazioni de Bazza, Bigarello, Gazzo i Stradella.

## Galeria

Localització de Bigarello a la província de Màntua